# Béatrice de Sicile (1260-1307)
Pour les articles homonymes, voir Béatrice de Sicile.
Béatrice de Sicile ( Palerme, 1260 – Marquisat de Saluces, 1307), parfois désignée sous le nom de Beatrice di Sicilia ou Béatrice d'Hohenstaufen, est une princesse sicilienne.

## Biographie
Béatrice de Sicile est la fille du roi Manfred Ier de Sicile et de son épouse Hélène Ange Doukas.
Après la bataille de Bénévent (26 février 1266) et la mort de son père en 1266, Béatrice est capturée avec sa mère à Trani puis emprisonnée au Castel dell'Uovo à Naples en 1271 par Charles d'Anjou,. Elle retrouve la liberté en 1284, après la bataille du golfe de Naples, grâce à son beau-frère Pierre III d'Aragon.
Le 3 juillet 1286, Béatrice épouse Manfred IV, fils de Thomas Ier de Saluces. Dix ans plus tard, elle devient marquise consort de Saluces jusqu'au décès de son mari.
De son mariage avec Manfred IV naîtront deux enfants:
- Frédéric Ier de Saluces ;
- Catherine de Saluces qui épousera Guillaume Enganna, seigneur de Barge.